# Джек Лоуден
Джек Ендрю Лоуден (2 червня 1990) — шотландський актор. Відомий роллю Рівера Картрайда у серіалі «Повільні коні».
Лоуден зіграв роль Еріка Лідделла у виставі «Вогняні колісниці» 2012 року в Лондоні, а у 2014 році отримав премію Лоуренса Олів'є та Яна Чарльзона за роль Освальда в екранізації «Привиди Ібсена» Річарда Ейра. У 2013 році він почав отримувати більш провідні ролі в британських телевізійних серіалах і художніх фільмах, включаючи «Тунель» (2013) і «71» (2014). Також актор виконав головні ролі у двох мінісеріалах виробництва BBC: «Дзвони, що проходять» (2014) та «Війна і мир» (2016).
Його наступні екранні проєкти включали головні ролі у фільмі "Честь Томмі " (2016), де він зіграв легенду гольфу Томмі Морріса, пілота-винищувача Королівських ВПС у фільмі Крістофера Нолана «Дюнкерк» (2017), лорда Дарнлі у фільмі «Марія, королева Шотландії» (2018), власника плантації на Ямайці 19 століття в мінісеріалі BBC «Довга пісня» 2018 року та агента MI5 у серіалі Apple TV «Повільні коні» (2022 і до тепер). За останню він отримав номінацію на премію Primetime Emmy.

## Біографія
Лоуден народився 2 червня 1990 року в Челмсфорді, графство Ессекс, у сім'ї Гордона та Джекі Лоуден та виріс у шотландському селі Окстон. В інтерв'ю 2019 року він пояснив: «Я дитина ЕКЗ. І мій брат також. [Англія] була однією із небагатьох країн, де це робили». Його молодший брат, Калум, став артистом балету та з 2016 року він перший соліст Королівського балету Швеції. У дитинстві Лоуден також відвідував уроки танців у Manor School of Ballet, але зрозумів що йому більше підходить акторська майстерність. Окрім акторства, у дитинстві він також хотів стати футболістом.
Коли Лоудену було 10 років, батьки записали його в Шотландський молодіжний театр в Единбурзі, після чого, у віці 12 років, він зіграв Джона в пантомімі Пітер Пен в Единбурзькому Королівському театрі. Як відзначає сам актор після того, як він побачив першу постановку п'єси «Чорний дозор» у 2007 році він вирішив серйозно займатися акторством. Влітку він навчався в літній школі Королівської академії драматичного мистецтва в Лондоні. Він також регулярно виступав у аматорському оперному товаристві Галашилс, де зіграв головну роль у постановці The Boy Friend у 2008 році. У 2011 році Лоуден здобув ступінь бакалавра акторської майстерності в Королівській шотландській академії музики та драми в Глазго.

## Фільмографія
| Рік  | Назва                      | Роль                       |
| ---- | -------------------------- | -------------------------- |
| 2014 | '71                        | Томсон                     |
| 2014 | Привиди                    | Освальд                    |
| 2016 | Честь Тома                 | Том Морріс молодший        |
| 2016 | Об'єднане королівство      | Тоні Бенн                  |
| 2016 | Заперечення                | Джецмс Лісбон              |
| 2017 | Дюнкерк                    | Коллінз                    |
| 2017 | Англія моя                 | Морріссі                   |
| 2018 | Калібр                     | Вон                        |
| 2018 | Марія — королева Шотландії | Генріх Стюарт, лорд Дарнлі |
| 2019 | Боротьба з моєю родиною    | Зак Зодіак                 |
| 2020 | Капоне                     | Кроуфорд                   |
| 2020 | Kindred                    | Томас                      |
| 2021 | Благословення              | Зіґфрід Сассун             |
| 2025 | Rogue Trooper              | Gunner                     |
| 2025 | Елла Маккей                |                            |
| TBA  | Торнадо                    | Little Sugar               |

### Телебачення
| Рік          | Назва                        | Роль            | Примітки                          |
| ------------ | ---------------------------- | --------------- | --------------------------------- |
| 2010         | Бути Віктором                | Нік Феркло      | епізод 1.3                        |
| 2012         | Місіс Біггс                  | Алан Райт       | 2 епізоди                         |
| 2013         | Тунель                       | Адам Робак      | 10 епізоди                        |
| 2014         | Перехідні дзвони             | Майкл           | мінісеріал                        |
| 2016         | Війна і мир                  | Ніколай Ростов  | мінісеріал                        |
| 2018         | Довга пісня                  | Роберт Гудвін   | 3-серійний телефільм              |
| 2020         | Мала сокира                  | Ян Макдональд   | епізодMangrove                    |
| 2022–дотепер | Повільні коні                | Рівер Картрайт  | головна роль                      |
| 2023         | Золото                       | Кеннет Ной      |                                   |
| 2024         | Володар кілець: Кільця влади | Фордуейт Саурон | епізод: «Королі ельфів під небом» |

## Театр
| Рік     | Назва             | Роль         | Директор       | Драматург                    | Театр                        |
| ------- | ----------------- | ------------ | -------------- | ---------------------------- | ---------------------------- |
| 2010–11 | Чорний дозор      | Кеммі        | Джон Тіффані   | Грегорі Берк                 | Національний театр Шотландії |
| 2012    | Вогняні колісниці | Ерік Лідделл | Едвард Холл    | Майк Бартлетт, Колін Велленд | Театр Хемпстед               |
| 2013–14 | Привиди           | Освальд      | Річард Ейр     | Генрік Ібсен                 | Театр Алмейда                |
| 2014    | Електра           | Орест        | Ян Ріксон      | Софокл                       | Old Vic                      |
| 2018    | Міра за міру      | Анджело      | Джозі Рурк     | Шекспір                      | Donmar Warehouse             |
| 2024    | П'ятий крок       | Лука         | Фін Ден Гертог | Девід Айрленд                | Національний театр Шотландії |